# إيفان فالينتي
إيفان فالينتي هو سياسي برازيلي، ولد في 5 يوليو 1946 في ساو باولو في البرازيل. نشط حزبياً في حزب الاشتراكية والحرية. وقد انتخب النائب الاتحادي لساو باولو ‏ خلال فترته النيابية ‏ (1 فبراير 2019 – ) وانتخب عضو مجلس النواب البرازيلي ‏ خلال فترته النيابية ‏ وانتخب عضو مجلس النواب البرازيلي ‏ عن دائرة São Paulo ‏ وقد انضم خلال فترته النيابية ‏ للكتلة البرلمانية حزب الاشتراكية والحرية.

## وصلات خارجية
- الموقع الرسمي